# Championship League 2019-2020
La Championship League 2019-2020 è il l'ottavo evento della stagione 2019-2020 di snooker, il terzo Non-Ranking ed è la 13ª edizione di questo torneo che si è disputato dal 7 ottobre 2019 al 5 marzo 2020 a Leicester in Inghilterra.
Per la prima volta il torneo è stato svolto in due anni.
Il torneo è stato vinto 3-0 dallo scozzese Scott Donaldson che si aggiudica così la sua 1ª Championship League ed il suo 1º titolo Non-Ranking, oltre che al 1° successo in un torneo professionistico in carriera.
| Campione in carica  | Martin Gould  | 3-1        | 2020: | Non invitato  |
| Finalista in carica | Jack Lisowski | 3-1        | 2020: | Fase a gironi |
| N° 1 del Ranking    | Judd Trump    | Judd Trump | 2020: | Semifinali    |

## Montepremi
Dal 1º al 7º Gruppo
- Vincitore: £3.000
- Finalista: £2.000
- Semifinalisti: £1.000
- Frame vinto (Spareggi non compresi): £100
- Frame vinto (Fase a gironi non compresa): £300
- Miglior break: £500

Gruppo vincitori
- Vincitore: £10.000
- Finalista: £5.000
- Semifinalisti: £3.000
- Frame vinto (Spareggi non compresi): £200
- Frame vinto (Fase a gironi non compresa): £300
- Miglior break: £1.000

## Formula
Al torneo vengono invitati 25 giocatori. Ci sono 8 gironi da 7 giocatori di cui i primi 4 di ognuno si qualificano per uno spareggio tra loro e i vincitori di ogni spareggio si qualificheranno automaticamente al gruppo 8, cioè quello dei vincitori. Chi arriva al 5º posto nel proprio girone viene fatto scalare al gruppo successivo fino al 7°. Ad esempio se un giocatore arriva 5º nel Gruppo 1 verrà spostato nel Gruppo 2 e via dicendo, chi invece arriva 5º nel Gruppo 7 viene eliminato; tuttavia anche chi perderà in semifinale e in finale allo spareggio verrà a sua volta scalato nel gruppo successivi fino al 7°; per questo motivo ogni gruppo si gioca in date diverse. I giocatori che arriveranno al 6º e al 7º posto nei loro gruppi verranno eliminati dal torneo.
Vincendo il torneo, Scott Donaldson ottiene un posto nel Champion of Champions 2020.

## Fase a gironi
| Fase a gironi          |
| ---------------------- |
| Al meglio dei 5 frames |

### Gruppo 1
Date di gioco: 7-8 ottobre 2019.
| N° | Giocatore       | Partite giocate | Vittorie | Sconfitte | Frame Vinti | Frame Persi | Differenza | Qualificazione allo spareggio del Gruppo 1 |
| -- | --------------- | --------------- | -------- | --------- | ----------- | ----------- | ---------- | ------------------------------------------ |
| 1  | Barry Hawkins   | 6               | 6        | 0         | 18          | 8           | +10        | Qualificazione allo spareggio del Gruppo 1 |
| 2  | Neil Robertson  | 6               | 4        | 2         | 13          | 11          | +2         | Qualificazione allo spareggio del Gruppo 1 |
| 3  | Mark Selby      | 6               | 3        | 3         | 12          | 12          | 0          | Qualificazione allo spareggio del Gruppo 1 |
| 4  | Ryan Day        | 6               | 2        | 4         | 13          | 14          | -1         | Qualificazione allo spareggio del Gruppo 1 |
| 5  | Jack Lisowski   | 6               | 2        | 4         | 12          | 14          | -2         | Retrocessione al Gruppo 2                  |
| 6  | Jimmy Robertson | 6               | 2        | 4         | 10          | 14          | -4         | Eliminazione dal torneo                    |
| 7  | Luca Brecel     | 6               | 2        | 4         | 10          | 15          | -5         | Eliminazione dal torneo                    |

#### Partite
| 7 ottobre 2019  | 7 ottobre 2019  | 7 ottobre 2019 |
| Giocatore       | Giocatore       | Risultato      |
| --------------- | --------------- | -------------- |
| Luca Brecel     | Mark Selby      | 0 - 3          |
| Barry Hawkins   | Neil Robertson  | 3 - 1          |
| Jack Lisowski   | Luca Brecel     | 1 - 3          |
| Jimmy Robertson | Ryan Day        | 1 - 3          |
| Mark Selby      | Barry Hawkins   | 1 - 3          |
| Neil Robertson  | Jimmy Robertson | 0 - 3          |
| Luca Brecel     | Barry Hawkins   | 2 - 3          |
| Ryan Day        | Jack Lisowski   | 2 - 3          |
| Mark Selby      | Neil Robertson  | 2 - 3          |
| Jimmy Robertson | Jack Lisowski   | 3 - 2          |
| Ryan Day        | Neil Robertson  | 1 - 3          |
| Barry Hawkins   | Jack Lisowski   | 3 - 2          |
| 8 ottobre 2019  |                 |                |
| Luca Brecel     | Ryan Day        | 1 - 3          |
| Mark Selby      | Jimmy Robertson | 3 - 1          |
| Barry Hawkins   | Ryan Day        | 3 - 2          |
| Neil Robertson  | Jack Lisowski   | 3 - 1          |
| Luca Brecel     | Jimmy Robertson | 3 - 2          |
| Mark Selby      | Jack Lisowski   | 0 - 3          |
| Barry Hawkins   | Jimmy Robertson | 3 - 0          |
| Mark Selby      | Ryan Day        | 3 - 2          |
| Luca Brecel     | Neil Robertson  | 1 - 3          |

### Spareggio

#### Semifinali
| Giocatore      | Giocatore  | Risultato |
| -------------- | ---------- | --------- |
| Barry Hawkins  | Ryan Day   | 0 - 3     |
| Neil Robertson | Mark Selby | 3 - 2     |

#### Finale
| Giocatore | Giocatore      | Risultato |
| --------- | -------------- | --------- |
| Ryan Day  | Neil Robertson | 2 - 3     |

### Gruppo 2
Date di gioco: 9-10 ottobre 2019.
| N° | Giocatore      | Partite giocate | Vittorie | Sconfitte | Frame Vinti | Frame Persi | Differenza | Qualificazione allo spareggio del Gruppo 2 |
| -- | -------------- | --------------- | -------- | --------- | ----------- | ----------- | ---------- | ------------------------------------------ |
| 1  | Kyren Wilson   | 6               | 5        | 1         | 17          | 7           | +10        | Qualificazione allo spareggio del Gruppo 2 |
| 2  | Gary Wilson    | 6               | 4        | 2         | 13          | 9           | +4         | Qualificazione allo spareggio del Gruppo 2 |
| 3  | Stuart Bingham | 6               | 4        | 2         | 13          | 13          | 0          | Qualificazione allo spareggio del Gruppo 2 |
| 4  | Mark Selby     | 6               | 3        | 3         | 15          | 9           | +6         | Qualificazione allo spareggio del Gruppo 2 |
| 5  | Barry Hawkins  | 6               | 3        | 3         | 12          | 13          | -1         | Retrocessione al Gruppo 3                  |
| 6  | Ryan Day       | 6               | 1        | 5         | 7           | 15          | -9         | Eliminazione dal torneo                    |
| 7  | Jack Lisowski  | 6               | 1        | 4         | 6           | 14          | -8         | Eliminazione dal torneo                    |

#### Partite
| 9 ottobre 2019  | 9 ottobre 2019 | 9 ottobre 2019 |
| Giocatore       | Giocatore      | Risultato      |
| --------------- | -------------- | -------------- |
| Kyren Wilson    | Stuart Bingham | 3 - 0          |
| Gary Wilson     | Jack Lisowski  | 3 - 0          |
| Barry Hawkins   | Kyren Wilson   | 2 - 3          |
| Mark Selby      | Ryan Day       | 3 - 0          |
| Stuart Bingham  | Gary Wilson    | 3 - 1          |
| Jack Lisowski   | Mark Selby     | 0 - 3          |
| Kyren Wilson    | Gary Wilson    | 2 - 3          |
| Ryan Day        | Barry Hawkins  | 3 - 0          |
| Stuart Bingham  | Jack Lisowski  | 3 - 2          |
| Mark Selby      | Barry Hawkins  | 2 - 3          |
| Ryan Day        | Jack Lisowski  | 2 - 3          |
| Gary Wilson     | Barry Hawkins  | 3 - 1          |
| 10 ottobre 2019 |                |                |
| Kyren Wilson    | Ryan Day       | 3 - 0          |
| Stuart Bingham  | Mark Selby     | 3 - 2          |
| Gary Wilson     | Ryan Day       | 3 - 0          |
| Jack Lisowski   | Barry Hawkins  | 1 - 3          |
| Kyren Wilson    | Mark Selby     | 3 - 2          |
| Stuart Bingham  | Barry Hawkins  | 1 - 3          |
| Gary Wilson     | Mark Selby     | 0 - 3          |
| Stuart Bingham  | Ryan Day       | 3 - 2          |
| Kyren Wilson    | Jack Lisowski  | 3 - 0          |

### Spareggio

#### Semifinali
| Giocatore    | Giocatore      | Risultato |
| ------------ | -------------- | --------- |
| Kyren Wilson | Mark Selby     | 1 - 3     |
| Gary Wilson  | Stuart Bingham | 0 - 3     |

#### Finale
| Giocatore  | Giocatore      | Risultato |
| ---------- | -------------- | --------- |
| Mark Selby | Stuart Bingham | 1 - 3     |

### Gruppo 3
Date di gioco: 21-22 ottobre 2019.
| N° | Giocatore      | Partite giocate | Vittorie | Sconfitte | Frame Vinti | Frame Persi | Differenza | Qualificazione allo spareggio del Gruppo 3 |
| -- | -------------- | --------------- | -------- | --------- | ----------- | ----------- | ---------- | ------------------------------------------ |
| 1  | Gary Wilson    | 6               | 5        | 1         | 16          | 11          | +5         | Qualificazione allo spareggio del Gruppo 3 |
| 2  | Tom Ford       | 6               | 4        | 2         | 16          | 8           | +8         | Qualificazione allo spareggio del Gruppo 3 |
| 3  | Kyren Wilson   | 6               | 3        | 3         | 14          | 14          | 0          | Qualificazione allo spareggio del Gruppo 3 |
| 4  | Matthew Selt   | 6               | 3        | 3         | 12          | 14          | -2         | Qualificazione allo spareggio del Gruppo 3 |
| 5  | Graeme Dott    | 6               | 2        | 4         | 11          | 12          | -1         | Retrocessione al Gruppo 4                  |
| 6  | Xiao Guodong   | 6               | 2        | 4         | 11          | 15          | -4         | Eliminazione dal torneo                    |
| 7  | Ben Woollaston | 6               | 2        | 4         | 9           | 15          | -6         | Eliminazione dal torneo                    |

#### Partite
| 21 ottobre 2019 | 21 ottobre 2019 | 21 ottobre 2019 |
| Giocatore       | Giocatore       | Risultato       |
| --------------- | --------------- | --------------- |
| Xiao Guodong    | Tom Ford        | 0 - 3           |
| Ben Woollaston  | Graeme Dott     | 0 - 3           |
| Kyren Wilson    | Xiao Guodong    | 2 - 3           |
| Gary Wilson     | Matthew Selt    | 3 - 2           |
| Tom Ford        | Ben Woollaston  | 3 - 1           |
| Graeme Dott     | Gary Wilson     | 2 - 3           |
| Xiao Guodong    | Ben Woollaston  | 2 - 3           |
| Matthew Selt    | Kyren Wilson    | 3 - 2           |
| Tom Ford        | Graeme Dott     | 3 - 0           |
| Gary Wilson     | Kyren Wilson    | 1 - 3           |
| Matthew Selt    | Graeme Dott     | 0 - 3           |
| Ben Woollaston  | Kyren Wilson    | 3 - 1           |
| 22 ottobre 2019 |                 |                 |
| Xiao Guodong    | Matthew Selt    | 2 - 3           |
| Tom Ford        | Gary Wilson     | 2 - 3           |
| Ben Woollaston  | Matthew Selt    | 1 - 3           |
| Graeme Dott     | Kyren Wilson    | 2 - 3           |
| Xiao Guodong    | Gary Wilson     | 1 - 3           |
| Tom Ford        | Kyren Wilson    | 2 - 3           |
| Ben Woollaston  | Gary Wilson     | 1 - 3           |
| Tom Ford        | Matthew Selt    | 3 - 1           |
| Xiao Guodong    | Graeme Dott     | 3 - 1           |

### Spareggio

#### Semifinali
| Giocatore   | Giocatore    | Risultato |
| ----------- | ------------ | --------- |
| Gary Wilson | Matthew Selt | 3 - 1     |
| Tom Ford    | Kyren Wilson | 2 - 3     |

#### Finale
| Giocatore   | Giocatore    | Risultato |
| ----------- | ------------ | --------- |
| Gary Wilson | Kyren Wilson | 3 - 0     |

### Gruppo 4
Date di gioco: 23-24 ottobre 2019.
| N° | Giocatore       | Partite giocate | Vittorie | Sconfitte | Frame Vinti | Frame Persi | Differenza | Qualificazione allo spareggio del Gruppo 4 |
| -- | --------------- | --------------- | -------- | --------- | ----------- | ----------- | ---------- | ------------------------------------------ |
| 1  | Scott Donaldson | 6               | 5        | 1         | 17          | 8           | +9         | Qualificazione allo spareggio del Gruppo 4 |
| 2  | Kyren Wilson    | 6               | 5        | 1         | 17          | 12          | +5         | Qualificazione allo spareggio del Gruppo 4 |
| 3  | Graeme Dott     | 6               | 4        | 2         | 15          | 13          | +2         | Qualificazione allo spareggio del Gruppo 4 |
| 4  | Joe Perry       | 6               | 2        | 4         | 12          | 14          | -2         | Qualificazione allo spareggio del Gruppo 4 |
| 5  | Tom Ford        | 6               | 2        | 4         | 12          | 15          | -3         | Retrocessione al Gruppo 5                  |
| 6  | Ali Carter      | 6               | 2        | 4         | 12          | 15          | -3         | Eliminazione dal torneo                    |
| 7  | Matthew Selt    | 6               | 1        | 5         | 9           | 17          | -8         | Eliminazione dal torneo                    |

#### Partite
| 23 ottobre 2019 | 23 ottobre 2019 | 23 ottobre 2019 |
| Giocatore       | Giocatore       | Risultato       |
| --------------- | --------------- | --------------- |
| Joe Perry       | Scott Donaldson | 1 - 3           |
| Ali Carter      | Graeme Dott     | 2 - 3           |
| Matthew Selt    | Joe Perry       | 2 - 3           |
| Tom Ford        | Kyren Wilson    | 2 - 3           |
| Scott Donaldson | Ali Carter      | 3 - 1           |
| Graeme Dott     | Tom Ford        | 3 - 2           |
| Joe Perry       | Ali Carter      | 1 - 3           |
| Kyren Wilson    | Matthew Selt    | 3 - 1           |
| Scott Donaldson | Graeme Dott     | 3 - 1           |
| Tom Ford        | Matthew Selt    | 2 - 3           |
| Kyren Wilson    | Graeme Dott     | 3 - 2           |
| Ali Carter      | Matthew Selt    | 3 - 2           |
| 24 ottobre 2019 |                 |                 |
| Joe Perry       | Kyren Wilson    | 2 - 3           |
| Scott Donaldson | Tom Ford        | 2 - 3           |
| Ali Carter      | Kyren Wilson    | 2 - 3           |
| Graeme Dott     | Matthew Selt    | 3 - 1           |
| Joe Perry       | Tom Ford        | 3 - 0           |
| Scott Donaldson | Matthew Selt    | 3 - 0           |
| Ali Carter      | Tom Ford        | 1 - 3           |
| Scott Donaldson | Kyren Wilson    | 3 - 2           |
| Joe Perry       | Graeme Dott     | 2 - 3           |

### Spareggio

#### Semifinali
| Giocatore       | Giocatore   | Risultato |
| --------------- | ----------- | --------- |
| Scott Donaldson | Joe Perry   | 3 - 2     |
| Kyren Wilson    | Graeme Dott | 2 - 3     |

#### Finale
| Giocatore       | Giocatore   | Risultato |
| --------------- | ----------- | --------- |
| Scott Donaldson | Graeme Dott | 3 - 0     |

### Gruppo 5
Date di gioco: 6-7 gennaio 2020.
| N° | Giocatore      | Partite giocate | Vittorie | Sconfitte | Frame Vinti | Frame Persi | Differenza | Qualificazione allo spareggio del Gruppo 5 |
| -- | -------------- | --------------- | -------- | --------- | ----------- | ----------- | ---------- | ------------------------------------------ |
| 1  | Mark Williams  | 6               | 6        | 0         | 18          | 5           | +13        | Qualificazione allo spareggio del Gruppo 5 |
| 2  | Joe Perry      | 6               | 3        | 3         | 14          | 12          | +2         | Qualificazione allo spareggio del Gruppo 5 |
| 3  | Anthony McGill | 6               | 3        | 3         | 11          | 12          | -1         | Qualificazione allo spareggio del Gruppo 5 |
| 4  | David Gilbert  | 6               | 3        | 3         | 11          | 13          | -2         | Qualificazione allo spareggio del Gruppo 5 |
| 5  | Graeme Dott    | 6               | 2        | 4         | 11          | 13          | -2         | Retrocessione al Gruppo 6                  |
| 6  | Tom Ford       | 6               | 2        | 4         | 11          | 15          | -4         | Eliminazione dal torneo                    |
| 7  | Kyren Wilson   | 6               | 2        | 4         | 9           | 14          | -5         | Eliminazione dal torneo                    |

#### Partite
| 6 gennaio 2020 | 6 gennaio 2020 | 6 gennaio 2020 |
| Giocatore      | Giocatore      | Risultato      |
| -------------- | -------------- | -------------- |
| Anthony McGill | David Gilbert  | 3 - 1          |
| Mark Williams  | Tom Ford       | 3 - 1          |
| Joe Perry      | Anthony McGill | 3 - 1          |
| Kyren Wilson   | Graeme Dott    | 3 - 0          |
| David Gilbert  | Mark Williams  | 1 - 3          |
| Tom Ford       | Kyren Wilson   | 3 - 2          |
| Anthony McGill | Mark Williams  | 0 - 3          |
| Graeme Dott    | Joe Perry      | 3 - 2          |
| David Gilbert  | Tom Ford       | 3 - 2          |
| Kyren Wilson   | Joe Perry      | 3 - 2          |
| Graeme Dott    | Tom Ford       | 3 - 0          |
| Mark Williams  | Joe Perry      | 3 - 1          |
| 7 gennaio 2020 |                |                |
| Anthony McGill | Graeme Dott    | 3 - 1          |
| David Gilbert  | Kyren Wilson   | 3 - 0          |
| Mark Williams  | Graeme Dott    | 3 - 2          |
| Tom Ford       | Joe Perry      | 2 - 3          |
| Anthony McGill | Kyren Wilson   | 3 - 1          |
| David Gilbert  | Joe Perry      | 0 - 3          |
| Mark Williams  | Kyren Wilson   | 3 - 0          |
| David Gilbert  | Graeme Dott    | 3 - 2          |
| Anthony McGill | Tom Ford       | 1 - 3          |

### Spareggio

#### Semifinali
| Giocatore     | Giocatore      | Risultato |
| ------------- | -------------- | --------- |
| Mark Williams | David Gilbert  | 2 - 3     |
| Joe Perry     | Anthony McGill | 2 - 3     |

#### Finale
| Giocatore     | Giocatore      | Risultato |
| ------------- | -------------- | --------- |
| David Gilbert | Anthony McGill | 2 - 3     |

### Gruppo 6
Date di gioco: 8-9 gennaio 2020.
| N° | Giocatore     | Partite giocate | Vittorie | Sconfitte | Frame Vinti | Frame Persi | Differenza | Qualificazione allo spareggio del Gruppo 6 |
| -- | ------------- | --------------- | -------- | --------- | ----------- | ----------- | ---------- | ------------------------------------------ |
| 1  | David Gilbert | 6               | 5        | 1         | 16          | 10          | +6         | Qualificazione allo spareggio del Gruppo 6 |
| 2  | Judd Trump    | 6               | 4        | 2         | 14          | 10          | +4         | Qualificazione allo spareggio del Gruppo 6 |
| 3  | John Higgins  | 6               | 4        | 2         | 14          | 13          | +1         | Qualificazione allo spareggio del Gruppo 6 |
| 4  | Graeme Dott   | 6               | 3        | 3         | 14          | 12          | +2         | Qualificazione allo spareggio del Gruppo 6 |
| 5  | Mark Williams | 6               | 3        | 3         | 14          | 12          | +2         | Retrocessione al Gruppo 7                  |
| 6  | Joe Perry     | 6               | 2        | 4         | 11          | 14          | -3         | Eliminazione dal torneo                    |
| 7  | Mark King     | 6               | 0        | 6         | 6           | 18          | -12        | Eliminazione dal torneo                    |

#### Partite
| 8 gennaio 2020 | 8 gennaio 2020 | 8 gennaio 2020 |
| Giocatore      | Giocatore      | Risultato      |
| -------------- | -------------- | -------------- |
| John Higgins   | Judd Trump     | 1 - 3          |
| Mark King      | Graeme Dott    | 1 - 3          |
| Mark Williams  | John Higgins   | 2 - 3          |
| Joe Perry      | David Gilbert  | 1 - 3          |
| Judd Trump     | Mark King      | 3 - 1          |
| Graeme Dott    | Joe Perry      | 3 - 1          |
| John Higgins   | Mark King      | 3 - 2          |
| David Gilbert  | Mark Williams  | 3 - 2          |
| Judd Trump     | Graeme Dott    | 3 - 1          |
| Joe Perry      | Mark Williams  | 2 - 3          |
| David Gilbert  | Graeme Dott    | 3 - 2          |
| Mark King      | Mark Williams  | 0 - 3          |
| 9 gennaio 2020 |                |                |
| John Higgins   | David Gilbert  | 3 - 1          |
| Judd Trump     | Joe Perry      | 3 - 1          |
| Mark King      | David Gilbert  | 1 - 3          |
| Graeme Dott    | Mark Williams  | 3 - 1          |
| John Higgins   | Joe Perry      | 1 - 3          |
| Judd Trump     | Mark Williams  | 1 - 3          |
| Mark King      | Joe Perry      | 1 - 3          |
| Judd Trump     | David Gilbert  | 1 - 3          |
| John Higgins   | Graeme Dott    | 3 - 2          |

### Spareggio

#### Semifinali
| Giocatore     | Giocatore    | Risultato |
| ------------- | ------------ | --------- |
| David Gilbert | Graeme Dott  | 2 - 3     |
| Judd Trump    | John Higgins | 3 - 1     |

#### Finale
| Giocatore   | Giocatore  | Risultato |
| ----------- | ---------- | --------- |
| Graeme Dott | Judd Trump | 2 - 3     |

### Gruppo 7
Date di gioco: 2-3 marzo 2020.
| N° | Giocatore      | Partite giocate | Vittorie | Sconfitte | Frame Vinti | Frame Persi | Differenza | Qualificazione allo spareggio del Gruppo 7 |
| -- | -------------- | --------------- | -------- | --------- | ----------- | ----------- | ---------- | ------------------------------------------ |
| 1  | John Higgins   | 6               | 5        | 1         | 17          | 4           | +13        | Qualificazione allo spareggio del Gruppo 7 |
| 2  | Graeme Dott    | 6               | 4        | 2         | 13          | 9           | +4         | Qualificazione allo spareggio del Gruppo 7 |
| 3  | David Gilbert  | 6               | 4        | 2         | 13          | 11          | +2         | Qualificazione allo spareggio del Gruppo 7 |
| 4  | Mark Williams  | 6               | 3        | 3         | 11          | 11          | 0          | Qualificazione allo spareggio del Gruppo 7 |
| 5  | Lyu Haotian    | 6               | 2        | 4         | 9           | 14          | -5         | Eliminazione dal torneo                    |
| 6  | Ricky Walden   | 6               | 2        | 4         | 8           | 13          | -5         | Eliminazione dal torneo                    |
| 7  | Robert Milkins | 6               | 1        | 5         | 7           | 16          | -9         | Eliminazione dal torneo                    |

#### Partite
| 2 marzo 2020   | 2 marzo 2020   | 2 marzo 2020 |
| Giocatore      | Giocatore      | Risultato    |
| -------------- | -------------- | ------------ |
| Lyu Haotian    | Robert Milkins | 1 - 3        |
| Ricky Walden   | Mark Williams  | 0 - 3        |
| David Gilbert  | Lyu Haotian    | 3 - 1        |
| John Higgins   | Graeme Dott    | 2 - 3        |
| Robert Milkins | Ricky Walden   | 1 - 3        |
| Mark Williams  | John Higgins   | 0 - 3        |
| Lyu Haotian    | Ricky Walden   | 3 - 0        |
| Graeme Dott    | David Gilbert  | 3 - 1        |
| Robert Milkins | Mark Williams  | 1 - 3        |
| Graeme Dott    | Mark Williams  | 1 - 3        |
| Ricky Walden   | David Gilbert  | 2 - 3        |
| 3 marzo 2020   |                |              |
| Lyu Haotian    | Graeme Dott    | 0 - 3        |
| Robert Milkins | John Higgins   | 0 - 3        |
| Ricky Walden   | Graeme Dott    | 3 - 0        |
| Mark Williams  | David Gilbert  | 0 - 3        |
| Lyu Haotian    | John Higgins   | 1 - 3        |
| Robert Milkins | David Gilbert  | 2 - 3        |
| Ricky Walden   | John Higgins   | 0 - 3        |
| Robert Milkins | Graeme Dott    | 0 - 3        |
| Lyu Haotian    | Mark Williams  | 3 - 2        |

### Spareggio

#### Semifinali
| Giocatore     | Giocatore     | Risultato |
| ------------- | ------------- | --------- |
| John Higgins  | Mark Williams | 1 - 3     |
| David Gilbert | Graeme Dott   | 0 - 3     |

#### Finale
| Giocatore     | Giocatore   | Risultato |
| ------------- | ----------- | --------- |
| Mark Williams | Graeme Dott | 1 - 3     |

## Gruppo vincitori
Date di gioco: 4-5 marzo 2020.
| N° | Giocatore       | Partite giocate | Vittorie | Sconfitte | Frame Vinti | Frame Persi | Differenza | Qualificazione allo spareggio del Gruppo vincitori |
| -- | --------------- | --------------- | -------- | --------- | ----------- | ----------- | ---------- | -------------------------------------------------- |
| 1  | Judd Trump      | 6               | 6        | 0         | 18          | 7           | +11        | Qualificazione allo spareggio del Gruppo vincitori |
| 2  | Graeme Dott     | 6               | 4        | 2         | 16          | 9           | +7         | Qualificazione allo spareggio del Gruppo vincitori |
| 3  | Anthony McGill  | 6               | 3        | 3         | 14          | 13          | +1         | Qualificazione allo spareggio del Gruppo vincitori |
| 4  | Scott Donaldson | 6               | 3        | 3         | 12          | 12          | 0          | Qualificazione allo spareggio del Gruppo vincitori |
| 5  | Neil Robertson  | 6               | 3        | 3         | 11          | 13          | -2         | Eliminazione dal torneo                            |
| 6  | Stuart Bingham  | 6               | 2        | 4         | 8           | 13          | -5         | Eliminazione dal torneo                            |
| 7  | Gary Wilson     | 6               | 0        | 6         | 6           | 18          | -12        | Eliminazione dal torneo                            |

### Partite
| 4 marzo 2020    | 4 marzo 2020    | 4 marzo 2020 |
| Giocatore       | Giocatore       | Risultato    |
| --------------- | --------------- | ------------ |
| Neil Robertson  | Stuart Bingham  | 3 - 1        |
| Gary Wilson     | Scott Donaldson | 2 - 3        |
| Anthony McGill  | Neil Robertson  | 2 - 3        |
| Judd Trump      | Graeme Dott     | 3 - 2        |
| Stuart Bingham  | Gary Wilson     | 3 - 0        |
| Scott Donaldson | Judd Trump      | 1 - 3        |
| Neil Robertson  | Gary Wilson     | 3 - 1        |
| Graeme Dott     | Anthony McGill  | 2 - 3        |
| Stuart Bingham  | Scott Donaldson | 0 - 3        |
| Judd Trump      | Anthony McGill  | 3 - 2        |
| Graeme Dott     | Scott Donaldson | 3 - 2        |
| Gary Wilson     | Anthony McGill  | 2 - 3        |
| 5 marzo 2020    |                 |              |
| Neil Robertson  | Graeme Dott     | 1 - 3        |
| Stuart Bingham  | Judd Trump      | 1 - 3        |
| Gary Wilson     | Graeme Dott     | 0 - 3        |
| Scott Donaldson | Anthony McGill  | 0 - 3        |
| Neil Robertson  | Judd Trump      | 0 - 3        |
| Stuart Bingham  | Anthony McGill  | 3 - 1        |
| Gary Wilson     | Judd Trump      | 1 - 3        |
| Stuart Bingham  | Graeme Dott     | 0 - 3        |
| Neil Robertson  | Scott Donaldson | 1 - 3        |

### Spareggio

#### Semifinali
| Giocatore   | Giocatore       | Risultato |
| ----------- | --------------- | --------- |
| Judd Trump  | Scott Donaldson | 1 - 3     |
| Graeme Dott | Anthony McGill  | 3 - 2     |

#### Finale
| Giocatore       | Giocatore   | Risultato |
| --------------- | ----------- | --------- |
| Scott Donaldson | Graeme Dott | 3 - 0     |

### Statistiche
| Giocatore       | Numero di frames vinti |
| --------------- | ---------------------- |
| Graeme Dott     | 97                     |
| Kyren Wilson    | 64                     |
| Mark Williams   | 49                     |
| David Gilbert   | 47                     |
| Tom Ford        | 41                     |
| Joe Perry       | 41                     |
| Gary Wilson     | 41                     |
| Scott Donaldson | 41                     |
| Judd Trump      | 39                     |
| Mark Selby      | 33                     |
| John Higgins    | 33                     |
| Anthony McGill  | 33                     |
| Barry Hawkins   | 30                     |
| Stuart Bingham  | 27                     |
| Neil Robertson  | 27                     |
| Ryan Day        | 24                     |
| Matthew Selt    | 22                     |
| Jack Lisowski   | 18                     |
| Ali Carter      | 12                     |
| Xiao Guodong    | 11                     |
| Jimmy Robertson | 10                     |
| Luca Brecel     | 9                      |
| Ben Woollaston  | 9                      |
| Lyu Haotian     | 9                      |
| Ricky Walden    | 8                      |
| Robert Milkins  | 7                      |
| Mark King       | 6                      |

### Century Breaks(104)[7]
| N° | Giocatore       | Century Breaks | Miglior Break |
| -- | --------------- | -------------- | ------------- |
| 1  | Kyren Wilson    | 13             | 143           |
| 2  | Judd Trump      | 12             | 145           |
| =  | Gary Wilson     | 10             | 134           |
| 3  | Graeme Dott     | 8              | 140           |
| 4  | Mark Williams   | 6              | 137           |
| =  | John Higgins    | 6              | 133           |
| 5  | Tom Ford        | 5              | 139           |
| =  | Joe Perry       | 5              | 138           |
| =  | David Gilbert   | 5              | 138           |
| =  | Mark Selby      | 5              | 134           |
| =  | Stuart Bingham  | 5              | 134           |
| 6  | Anthony McGill  | 4              | 137           |
| =  | Xiao Guodong    | 4              | 134           |
| 7  | Barry Hawkins   | 3              | 129           |
| =  | Jimmy Robertson | 3              | 107           |
| 8  | Ryan Day        | 2              | 126           |
| =  | Neil Robertson  | 2              | 118           |
| =  | Jack Lisowski   | 2              | 108           |
| 9  | Ben Woollaston  | 1              | 132           |
| =  | Lyu Haotian     | 1              | 125           |
| =  | Scott Donaldson | 1              | 111           |
| =  | Matthew Selt    | 1              | 103           |